# Rømø
Rømø (frisisk: Rem, tysk: Röm) er en af de danske vadehavsøer i Vadehavet. Den 128,86 km² store ø har 559 indbyggere (2020). Øen ligger ca. 10 km ude i Nordsøen, og er forbundet med fastlandet med Rømø-dæmningen. Rømø var tidligere en del af Skærbæk Kommune, men er efter strukturreformen 2007 blevet en del af Tønder Kommune. Vadehavet omkring Rømø er fredet, idet det indgår i den store Nationalpark Vadehavet.
Med åbningen af Rømødæmningen i 1948 og Rømø Havn i 1964 begyndte de nye tider på Rømø. I dag ernærer Rømøs befolkning sig af turisme og industrifiskeri.
Rømødæmningen er 9,2 km lang og bygget 1939-48. Tidligere gik der færge fra landsbyen Ballum til Kongsmark, hvor der var en anløbsbro overfor kommunekontoret og det nu nedrevne hotel på Gl. Færgevej. Da dæmningen blev planlagt, valgte man at lade den følge vandskellet mellem Juvredybs og Listerdybs tidevandsområder, bortset fra stykket nærmest Rømø, hvor dæmningen fik et noget sydligere forløb. Derved afskar man et havområde på omkring 5 km², hvor tidevandet blev tvunget nord om øen. Dette har medført, at bl.a. Juvre-diget er blevet gennembrudt flere gange. Rømø-dæmningen er blevet ødelagt talrige gange. I 1976, 1981 og 1999 gik det værst ud over dæmningen, som blev hullet og måtte gennemgå langvarige reparationer. På begge sider af dæmningen er der anlagt slikgårde. Vedligeholdelsen af disse ophørte i 1992.

## Landskabet
Rømø er en såkaldt barreø. Øen blev dannet på grundlag af en sandbanke, et højsand, der på vestsiden har fået pålejret sand, og på østsiden er blevet udvidet med et marskområde på ler- og slikaflejringer. Øens tilblivelse afspejler sig i en række nord-sydgående bælter. Mod vest strækker sig en forstrand på indtil 2-3 kms bredde. Så følger et klitbælte, der stammer fra midten af 1800-tallet. Mellem dette og et indre klitbælte findes et område med flere søer, blandt andre Lakolk sø; denne udgjorde tidligere øens forstrand og har derfor navnet "Strand". Øst for det indre klitbælte følger et klitområde med talrige mindre og større klitter, hvoraf de store vandreklitter (efter deres form kaldet parabelklitter) Høstbjerg, Spidsbjerg og Stagebjerg er det mest markante. Høstbjerg er med sine 19 meter den højeste. En del af klitterne er beplantet med bjergfyr, resten henligger som klithede, hedemose, hedekær og eng. Plantevæksten afspejler afstanden til grundvandet. Lakolk sø har en rørskov. Mod øst følger et agerlandsområde opstået ved marskdannelse i læ af klitbælterne. Her ligger også øens bebyggelser. Længst mod øst ligger et marskområde, der ved inddæmninger i 1920-erne er blevet gjort bredere såvel ved øens nordende som ved sydenden. I nord er ved inddigningen skabt Tvismark sø og i syd Sønderstrand.
Juvre Sand er et militært øvelsesområde på ca. 20 km² stort område af det nordlige Rømø, hvor der er permanent adgang forbudt. Det er tilladt at overvære øvelserne fra udsigtsplatformen ved p-pladsen, men vær opmærksom på, at der i skydeterrænet bruges laserlys, der kan give øjenskader. Derfor advares der mod brug af kikkerter. Det er altid tilladt at gå eller cykle langs det 10 km lange Juvre-dige, som beskytter det store marskområde, Juvre Enge.
Kirkeby Plantage har også åbne områder med moser, strandeng og en lille skovsø, Hviddal sø. Plantagen er præget af de barske opvækstbetingelser på klitheden for snart 100 år siden. I den nordlige del af skoven ligger et brandbælte med forhutlede, lave egetræer, men ellers er det fyrretræer, som dominerer skoven. I Kirkeby Plantage ligger den 17 meter høje klit Spidsbjerg. Der er udsigt over en parabel-klit. Mod syd er der udsigt til Havneby, færgen og den tyske ø, Sild. Og mod nord kigger man hen over Kirkeby Plantage til Rømø-dæmningen og i klart vejr skimtes Esbjerg i horisonten.

### Sandflugt
Sandflugt spillede i 1600- og 1700-årene en stor rolle. Flyvesandet lagde sig hen over agrene og måtte efterfølgende skovles væk, så at agerlandet kom til at ligge nedsænket i terrænet og omgivet af lævolde, til dels bevoksede med bukketorn og pil. Omkring 1700 så det mørkt ud for Juvre. Nordvestenvinden blæste det skarpe flyvesand ind over markerne, så det ofte lå indtil tre alen højt inde ved gårdene. Når bønder i de nordligste gårde kørte hø hjem fra de østlige marskenge, lejrede der sig ved nordvestenvind så meget sand mellem udkørsel og hjemkørsel, at sandet måtte skovles væk fra døren, før de kunne få høet ind. Kål og grøntsager lod sig ikke mere dyrke på Nørreland. Også faste, veltilgroede klithøje blev forvandlet til rent flyvesand, så marker, huse og tofter var dækket med klitsand. Det kostede Rømøs befolkning mange års hårdt arbejde at redde sit hjemsted. Først blev sandet slæbt sammen til en stor bunke, der blev dækket med tang og fugtig sandjord fra havstokken mod øst. Dermed kunne sandet ikke blæse væk, og et stykke fra rejste de en vold af tang. Græstørv, grene og opskyllet træ blev samlet til formålet. Voldene blev beplantet med marehalm, hentet fra andre klitter. Mange steder måtte beplantningen dog eftergås hvert år. Juvre havde efter 1740 indvundet nogle hektar land, som tidligere var dækket af flyvesand. 

## Historie
Mandø, Rømø og Fanø er alle født i stormfloder, men den første stormflod der blev registreret var Den Store Manddrukning i 1362, så det vides ikke med sikkerhed, hvornår øen opstod.
Rømø blev for første gang nævnt på skrift i 1190 under navnet Rimma; i 1200-tallet Rymø, af jysk rimme = langstrakt forhøjning, vel nok de langstrakte sandbanker.  Øen hørte under Sankt Knuds Kloster i Odense. I 1229 blev den nævnt i Kong Valdemars Jordebog som krongods.
Overordnet var øen en del af Ellumssyssel. Efter 1290 erhvervede klosteret i Ribe land på Rømø, og vandt dermed efterfølgende indflydelse.
Tidligere og siden 1500-tallet var Rømø et fiskerleje og har også været ladeplads. I 1500-tallet blev Borrebjerg anlagt, og den fremstår i dag som et voldsted. Da fiskeriet gik tilbage i 1600-tallet, slog nogle sig på skibsfart. Mange fik arbejde som "kommandører" (kaptajner) på hvalfangerskibe og tjente godt ved det, hvilket ses på kvaliteten af de ældre huse på øen.
Øens sydlige del har også haft speciel status som kongelig enklave. Indtil 1864 var øen delt i en sydlig del under Kronen og en nordlig slesvigsk del, der også rummede en del kongeligt strøgods henhørende under Hviding Herred.
Grænsen mellem de to dele gik i øst – vestlig retning fra et punkt lige nord for Rømø Kirke. Delingen blev fremkaldt ved at dronning Margrete 1. omkring år 1400 afkøbte slægten Limbek forskellige landstrækninger, bl.a. Mandø, den sydlige del af Rømø.
og den nordlige del af Sild. Områderne skænkede dronningen til Ribe Domkapitel og udskilte dem derved som kongerigske enklaver fra Hertugdømmet Slesvig. Den omstændighed, at såvel den sydlige
del af Rømø som List forblev kongerigsk domæne, sikrede helt frem til 1864 Danmarks herredømme over det vigtige farvand lister Dyb.
I det 16. århundrede fik søfarten stor betydning på øen. For en kort tid overtog øen funktionen som havn for Ribe, efter at det var umuligt for større skibe at komme ind i havnen.
Under Kejserkrigen, angreb de kejserlige tropper ledet af Albrecht von Wallenstein i efteråret 1627 Slesvig og Holsten, og herfra fortsatte de nordpå og invaderede Rømø og Jylland.
Den anden store manddrukning 11. oktober 1634 hærgede øen og hele vestkysten. Mellem 8.000 og 15.000 mennesker omkom. 
Under Torstenssonfejden var Rømø i 1644 besat af svenskerne. Rømø og Ribes store handelsflåde, der lå øst for øen, blev brændt ned. Af mangel på arbejde begyndte søfolkene at sejle på hvalfangst ved Grønland, især fra Hamborg og Holland.
De to kanoner ved Havneby stammer fra Torstenssonfejdens tid.  Christian 4. havde overdraget englænderen Markus Whitte at forsvare Rømø og Sild med to pramme og otte galejer. Men i februar 1644 erobrede den svenske general Lennart Torstenson takket være Whittes forræderi den nordlige del af Sild, samt Rømø. Begge øer faldt uden modstand. Whitte overgav simpelthen skibene til svenskerne og trådte i deres tjeneste. Ved den anledning brændte svenskerne 26 af Rømøs 30 skibe. Lidt nord for Mølby slog de lejr, hvor klitterne senere kom til at hedde Lejrbjerge.  De anlagde også to skanser øst for Havneby. Med Holland som sin forbundsfælle kaprede den svenske styrke i februar alene tolv danske skibe. Det kunne ikke fortsætte, og i marts tog den danske oberstløjtnant Heinrich von Buchwald ud fra fæstningen Glückstadt med 600 soldater. 21. marts gik de i land på Rømø, erobrede de svenske skanser og tog 1.450 fanger, deriblandt Markus Whitte, som Buchwald lod hænge efter sin hjemkomst til Glückstadt 9. april. For denne indsats blev von Buchwald udnævnt til oberst. 
I maj dukkede en flåde på 36 skibe op i Listerdyb, udrustet i Holland af den rige købmand Louis de Geer. Anført af admiral Martin Theyssen havde skibene kurs for Ribe, hvor de skulle hente 800 af general Torstensons bueskytter som støtte for de svenske troppers landgang på Fyn. Men lige da ankom Christian 4. i Listerdyb med ni orlogsskibe. 16. maj angreb kong Christian med flagskibet Trefoldigheden den hollandske flåde. I to timer var skibet alene mod en overmagt på 24 hollandske skibe, da de andre danske skibe ikke kunne gribe ind grundet vindstille og modgående strøm. Men takket være hans kanoners større rækkevidde, og fordi de hollandske skibe også lå ubevægelige i vindstille, endte slaget i Listerdyb med et tilintetgørende nederlag for svenskere og hollændere. De skal have mistet mellem 800 og 1.000 mand, hvoraf de fleste blev gravlagt på den nu forsvundne ø, Jordsand, ud for Emmerlev sydøst for Rømø. Men på Rømø var der efter krigen stor fattigdom, fordi svenskerne havde brændt skibene, og skibsfart var rømesernes levebrød. 
Rømø gik heller ikke fri af hekseprocesserne, der fulgte i reformationens kølvand. Ifølge Ballum birks tinglysningsprotokol blev der i 1652 henrettet en kvinde ved navn Anna Boyes fra Rømø for trolddom. Før sin henrettelse angav hun en anden kvinde, Mette Thøffrings, som heks. Men denne blev først anholdt 14 år senere og indespærret i Møgeltønderhus sammen med Maren Peder Bodzers. 14. februar 1666 blev Thøffrings ført for retten i Ballum, anklaget for hekseri. Sagen trak dog i langdrag, for der var ikke andet at anføre mod hende end Anna Boyes' udsagn. Et år senere spurgte de femten udpegede domsmænd 2. marts 1667 anklageren Hans Andersen, om han ud over den afdødes beskyldning besad andet bevismateriale. Det gjorde han ikke, og havde heller ikke hørt andet end godt om Mette Thøffrings. Hun blev derfor frikendt. 
Omkring 1720 tiltog hvalfangsten på Svalbard, og øerne Før, Sild og Rømø udrustede skibe til hval- og sælfangst (robbefangst). Desuden bemandede man københavnske og andre selskabers skibe med mandskab og førere, såkaldte kommandører. Næst efter Før leverede Rømø det største antal kommandører til Hamburgs hvalfangerflåde. Mange havde også kommandoen på hollandske og danske skibe, og en overgang fandtes der 40 kommandører ud af en befolkning på omkring 1.600. Da de gerne tog en del af mandskabet med hjemmefra, tog næsten alle mandlige indbyggere fra 10-12-årsalderen hvert år i februar af sted med smakkerne til Hamburg eller Amsterdam for at gå om bord i hvalfangerskibene. 
I Vyk på Før blev der omkring 1720 oprettet en navigationsskole, hvor matroserne fra Vesterhavsøerne blev undervist i navigation, og efter praktisk uddannelse om bord i hvalfangerskibene kunne de ansættes som kommandører. Fanøboerne vedblev dog at sejle som matroser på hvalfangerskibene.
Indtil 1864 var den sydlige del af øen (Sønderlandet) en af de kongerigske enklaver og tilhørte Kongeriget Danmark. Den nordlige del af øen (Nørrelandet) tilhørte Hertugdømmet Slesvig.
Mellem 2. slesvigske krig i 1864 og genforeningen i 1920 var Rømø en del af Kreis Tondern zu Schleswig-Holstein.
Under den tyske besættelse var der endnu ingen dæmning til fastlandet. En allieret invasion ville være besværlig på Rømø, og Værnemagten udbyggede derfor kun forsvaret sparsomt på Rømø. I alt blev der opført ca. 52 bunkers på øen. De almindelige bunkers på Rømø blev bygget og indrettet til brug med opvarmning, elektrisk lys, friskluftsforsyning, køjer m.m. De blev brugt fra 1943 til 1945.
For at afværge allierede angreb blev der fra 1942 til krigens slutning opført radarstationer med navne som Søelefant, Mammut og Freya. Radaranlæggene på Rømø udgjorde ved krigens slutning den største og mest avancerede radarstilling i Danmark.  Efter krigen fjernede de allierede de tekniske installationer. Tønder Amt sørgede for at bunkerne på Rømø blev lukket, og indgangene dækket med sand. I dag holder Lindet statsskovdistrikt så vidt muligt bunkerne lukkede for at undgå hærværk.
Den 18. december 1948 blev den 9,2 km lange vejdæmning, der forbinder Rømø med fastlandet ved Skærbæk i Sønderjylland, indviet. Man begyndte at bygge den allerede i 1938, som et beskæftigelsesprojekt, men grundet 2. Verdenskrig blev arbejdet først færdiggjort i 1948.
Under stormen Ingolf 28. oktober 2017 blæste det ved Rømø med 25,4 meter pr sekund i middelvinden,  selv om Kalundborg fik de hårdeste vindstød. 

## Byer på Rømø
Der er 2 byer på Rømø, Lakolk og Havneby. Den største er Havneby, som er en "rigtig" by i modsætning til Lakolk, der mere er en turistby. Havneby har færgeforbindelse med Rømø-Sild færgen til havnebyen List på Sild. Lakolk blev anlagt som et badested allerede i 1898, hvor der blev bygget sommerhuse, et badehotel og en jernbane til Kongsmark. Hertil kommer en række gamle bebyggelser langs østkysten fra nord mod syd:
- Juvre er en samling huse fra 1700-1800-tallet beliggende på den nordlige del af Rømø. Den har bevaret noget af sit oprindelige præg med flere tætliggende gårde, hvoraf flere af de nuværende bygninger kan dateres tilbage til første halvdel af 1700- tallet. Midt i byen findes et gadekær og en gaffeldeling af vejen. Nordøst herfor findes en gård med et hvalbenshegn, som er det eneste bevarede på Rømø. Nationalmuseets Kommandørgård ligger på østsiden af vejen. Juvre er mod vest afgrænset af et større strandengsareal. Lidt syd for Juvre ligger bakken " Æ bygsted", hvor der er fundet sporadiske rester efter bygninger fra middelalderen i form af spredte stolpehuller og tørvevægge. Disse bygninger er også blevet opført på en lille naturlig sand pold, og først i 1600-1700 tallet er banken blevet forhøjet med et eller flere lag tørv.
- Bolilmark er i nutiden et sommerhusområde omgivet af skov og klithede, i nærheden af den brede sandstrand ved Lakolk.
- Toftum sydøst for Juvre er kendetegnet af et åbent præg med spredte gårde og huse, der mod syd ligger ud til et ubebygget, hedeagtigt areal. Den fredede Toftum gamle skole fra 1784 (fredet). Skolen er istandsat, så den både inde og ude kommer tæt på skolens oprindelige udseende. Juvre-diget er opført i 1920’erne som ophjælpningsarbejde for Rømø efter Genforeningen i 1920. To bygninger i Toftum (Vestervej 9 og Thadesvej 19) er i lokalplanen vurderet som typiske Rømøhuse med høj bevaringsværdi.
- Kongsmark ca. 3 km syd for dæmningen var tidligere hovedbyen på øen i kraft af færgeforbindelsen til Ballum indtil 1948.
- Rømø Kirkeby er beliggende omtrent midtvejs mellem Rømø-dæmningen og Havneby. Rømøs kirke Sankt Clemens Kirke er opført omkring 1200 og kraftigt udvidet i 1600- og 1700-tallet. Den er indviet til sømændenes skytshelgen, Sankt Clemens, og er udsmykket med flere votivskibe (modelskibe). Redningsstationen fra 1887, lige syd for kirken er øens eneste oprindelige redningsstation. Da havnen blev bygget, flyttedes redningsbåden til Havneby. Bygningen blev i 1968 overtaget af Rømø frivillige brandværn, der stadig har brandstation i bygningen.
- Mølby er i nutiden et udpræget turistområde med forretninger og restauranter.

## Ladepladser, færgehavne og jernbanen på Rømø
Rømø havde i flere århundreder omkring 8 lade og omladepladser langs med østkysten. I slutningen af 1800-tallet var Kongsmark og Havneby de to vigtigste ladepladser, da man her byggede en færge-og bådebro.
Om vinteren kunne overfarten på grund af isen volde problemer. Man kunne ikke bruge de store dæksbåde, men kun en lille åben jolle. Ved hård frost, med passende vind i en uges tid, kunne man gå over vadehavet fra Bodilsmark eller Toftum til Astrupstrand på fastlandet. Lå isen rolig i længere tid, kunne man benytte slæde eller vogn.
Et konsortium (1897-1903), ledet af pastor Johannes C. Jacobsen (1854-1919), der var præst i Skærbæk fra 1884 til 1904, anlagde i 1897-98 en skinnebane, som udgik fra Kongsmark Færgebro. Herfra førte banen de rejsende tværs over Rømø, ud til de store klitarealer, man havde opkøbt på øens vestkyst. Skinnevejen endte i Lakolks klitrække, hvor der var opført en jernbanestation af træ. Planen var at anskaffe et damplokomotiv, men sandet kunne imidlertid ikke bære lokomotiverne og man måtte nøjes med to heste som måtte trække udflugtsvognene. Banens sidste driftsår var 1940, og herefter blev sporene taget op i 1941. De -sporene- blev efterfølgende solgt til et brunkulsleje på Brande-egnen.
Fra 1909 kom der regelmæssig færgesejlads fra Højer til Rømø. Fra 1920 til 1948 flyttedes sejladsen fra Kongsmark til Ballum Sluse.
1964 blev Rømø Havn ved Havneby indviet. Den blev bygget til at kunne rumme ca. 40 kuttere med mulighed for at udvide til 120 kuttere. Oprindeligt var det planen at fiske spisefisk/fladfisk, men det blev aldrig en succes. Et par år senere opfordrede tyske fiskere deres danske kolleger til at satse på hesterejer. I dag er det stadig det, der fiskes efter og landes i Rømø Havn.
Færgeruten mellem Rømø og Sild startede i 1963 under det danske rederi Lindinger. Den 1. maj 1979 overtog Flensburger Förde Reederei driften på Rømø-Sild Linien. I juni 2005 blev færgerne "Westerland" og "Vikingland" afløst af færgen "SyltExpress". Rømø Havn blev oprindelig grundlagt som en statsejet havn. I 2001 blev det til en kommunal selvstyre havn ejet af Skærbæk Kommune, som i 2007 blev en del Tønder Kommune.
Årets udgave af Rømø Motor Festival, der afholdes den 1. september, tegner til at blive den største nogensinde. Interessen for løbet er vokset både i ind- og udland.

## Kultur
Fra 1919 til 1924 var der på hver år på Fanø motorløb. Den tradition blev fra 2016 genoplivet på Rømø. Rømø Motor Festival på Lakolk Strand i begyndelsen af september har omkring 100 køretøjer til start. Deltagerne kommer fra 11 lande fordelt over hele Europa. Alle biler og motorcykler har det til fælles, at ingen køretøjer må være af nyere dato end 1947 - og det gælder også tuningen.
Derudover er øen også kendt for sin store dragefestival på stranden . Som mange andre danske øer er der et stort antal kunstnere og tilhørende gallerier på Rømø. Af kunstgallerier kan nævnes "Art-House" og "Mellem Ebbe og Flod". 
Det regionale køkken er præget af fisk og havets frugter. En af øens specialiteter er kød fra lam som har græsset på saltengene. Typisk for øen er også det sønderjydske køkken.
Rokuku! Rømø Kunst og Kulturforening arrangerer hvert år mange forskellige kulturelle aktiviteter. Af faste aktiviteter er der grupper indenfor: Filtarbejde, snaps, maleri, Værksted og værksted.

## Turisme
1898 oprettede Pastor Jacobsen fra Skærbæk "Nordseebad Lakolk" der var tænkt som et badested for velhavende tyskere. Det første år var der kun 2 enfamiliehuse og 2 barakker med servering og 4 værelser. I de kommende par år blev der opført en lang række bygninger og omkring 40 såkaldte blokhuse. 1903 gik Pastor Jacobsen konkurs og det ramte også Nordseebad Lakolk. Stedet kom efterfølgende på forskellige hænder. Med tiden gik de fleste af restaurations- og forlystelsesbygningerne til på grund af manglende vedligeholdelse og spinkle byggematerialer. Blokhusene blev udstykket og kom på private hænder. I dag står enkelte af husene tilbage med store dele af deres oprindelige ydre intakt.
Først med bygningen af en 9 kilometer lang dæmning i 1948, blev turismen en vigtig del af øens erhvervsliv.
Rømø har ca. 2-2,5 mio. overnatninger om året. Ca. 90% af øen er ren natur, en stor del er statsejet, og 1.700 hektar er fredet. Butendiek er et Agenda 21-projekt til o. 6. mia. kroner, der er under anlægning ud for naboøen Sild.
Der er flere sommerhus- og campingområder samt feriecentre, tre hoteller,  og Bed and breakfast. De fleste af turistområderne er hovedsageligt beboet i sommerhalvåret, hvor der kommer mange turister fra Nordeuropa og specielt Tyskland.
Stranden på Rømø strækker sig fra Juvre Strand i nord til Sønderstrand i syd, men det er kun tilladt at køre i bil på stranden fra butikscentret ved Lakolk og et stykke mod syd. Man har tidligere kunnet køre helt til Sønderstrand - en strækning på otte kilometer, men en del af strækningen blev lukket for bilkørsel fra oktober 2020 for at beskytte den fuglerige Lakolk Klitsø. Den nordlige del af Rømø og de tilhørende strande er lukket for offentligheden, og fungerer som fuglebeskyttelsesområde for de mange vadefugle i Vadehavet.
Vær opmærksom på tidevandet, der ofte overrasker turisterne, som må have hjælp til at få trukket deres biler fri. Strandene er sten- og tangfri. Der er bælter med muslingeskaller, men disse er ikke til gene for badegæsterne. Tidevandet skaber revler tæt på land, som ved ebbe, især er til stor glæde for de mindste badegæster.

### Øens museer
Kommandørgården bygget i 1748, der hører under Nationalmuseet, er et intakt hvalfangerhjem og en af øens gamle, velstående slægtsgårde. Navnet hentyder til de kommandører (kaptajner), der i 1600-tallet og begyndelsen af 1700-tallet havde kommandoen på store hvalfangerbåde, som var på handelsrejser og lange hvaltogter i Nordatlanten.
Museet viser blandt andet eksempler på 1700-tallets malerhåndværk og snedkerarbejde, og inde i hjemmet kan man også opleve hele vægge udsmykket med tidstypiske hollandske fliser. I laden er der udstillet et skelet fra en kaskelothval.
Toftum skole er en skole fra 1784 sydøst for Kommandørgården. Skolen er istandsat, så den både inde og ude kommer tæt på skolens oprindelige udseende. Den rummer forgang, brændselsrum og et undervisningslokale. Bygningen består kun af et klasseværelse. Bygningen blev fredet i 1950 og er en afdeling af Nationalmuseet.
Naturcenter Tønnisgård mellem dæmningen og Havneby ligger i en gammel stråtækt kommandørgård, indeholder udstillinger om Vadehavet, hvaler og Rømøs natur og kultur. Der arrangeres også ture med vejleder på dansk, tysk og engelsk.
- Kommandørgården i Juvre
- Kommandørgården i Juvre
- Kommandørgårdens hovedindgang.
- Detaljer af murværkets udsmykning.
- Kaminen er dekoreret med hollandske fliser.
- I gårdens lade er der udstillet et kaskelotskelet fra en stranding i slutningen af 1990'erne.
- Toftum Skole
- Skolens eneste klasseværelse med ovn.

## Kendte personer
Peter Mærsk Møller (1836 i Østerby (Rømø) – 1927) var en dansk kaptajn, der sammen med sin søn Arnold Peter Møller grundlagde rederiet Dampskibsselskabet Svendborg i 1904. Firmanavnet A.P. Møller-Mærsk går således tilbage til en slægt, der stammer fra Rømø.

## Galleri
- Dæmningen til Rømø.
- Vadehavet ved Rømø.
- Udsigt over Rømø og Vadehavet.
- Klitlandskab på den vestlige del af Rømø.
- Stæreflok over Rømø.
- Stormflodspæl i Havneby.
- St. Clemens Kirke.
- Hvalfanger-gravsten på kirkegården.
- Hus på Rømø.